# Ústí nad Labem
Ústí nad Labem (/ˈuːstiː ˈnadˌlabɛm/ⓘ; en alemán: Aussig, pronunciado /ˈaʊ̯siɡ/) es una ciudad de la República Checa situada al noroeste del país, capital de la región homónima. Se encuentra a 30 kilómetros de la frontera alemana y a 88 kilómetros de capital checa Praga. Es la séptima ciudad más poblada del país con una población cercana a los 100.000 habitantes.
Está situada en los Montes Metálicos, cerca de la confluencia entre el río Elba y el río Bílina. 
Es uno de los centros industriales más importantes del país, además de poseer uno de los puertos fluviales más activos de la región. Es también un importante nodo ferroviario.
Ciudad natal del pintor neoclásico Anton Raphael Mengs nacido en 1728.

## Galería

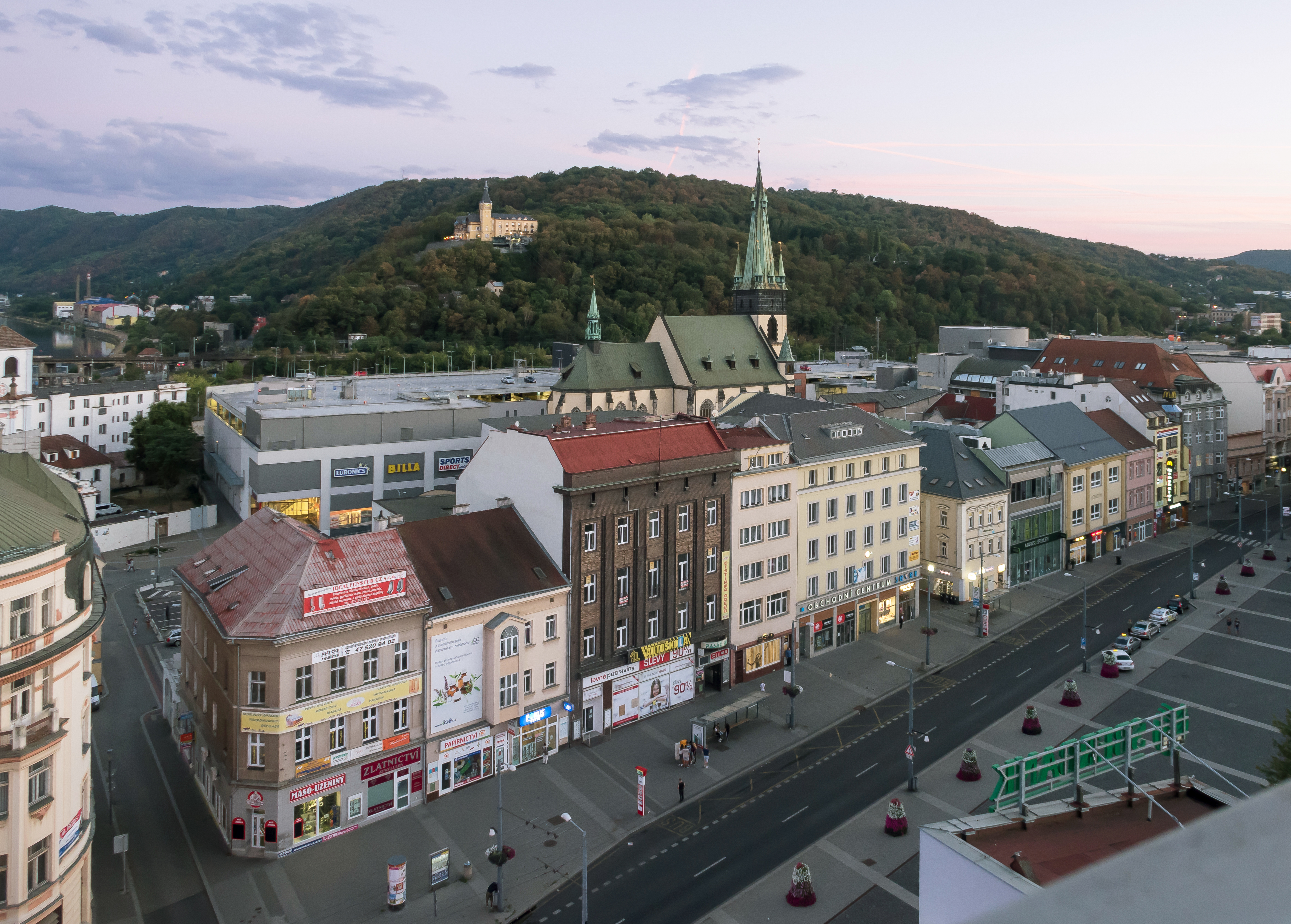
Vista de la Mírové Náměstí con la iglesia
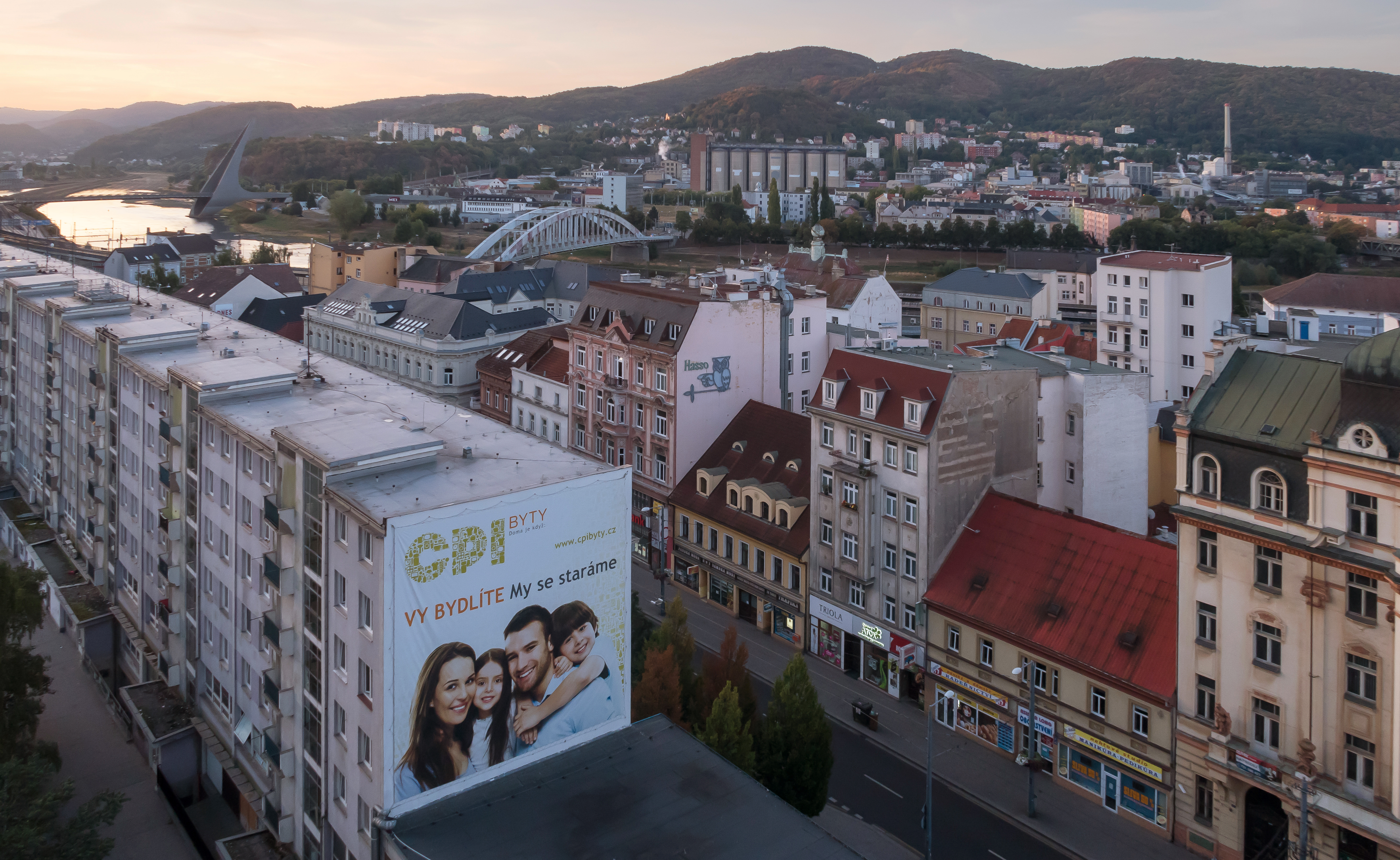
Vista de la Mírové Náměstí con el puente
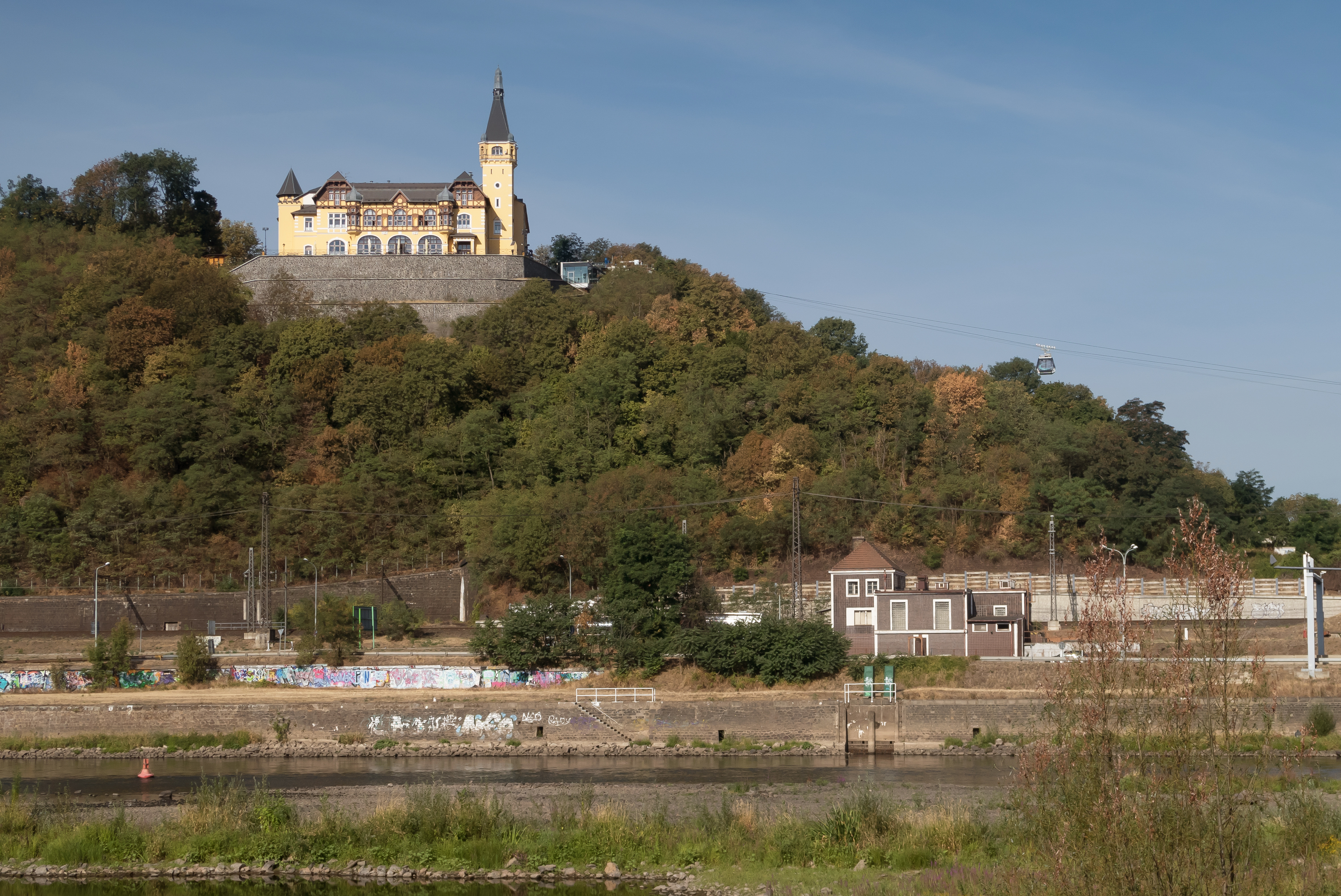
Hotel Větruše
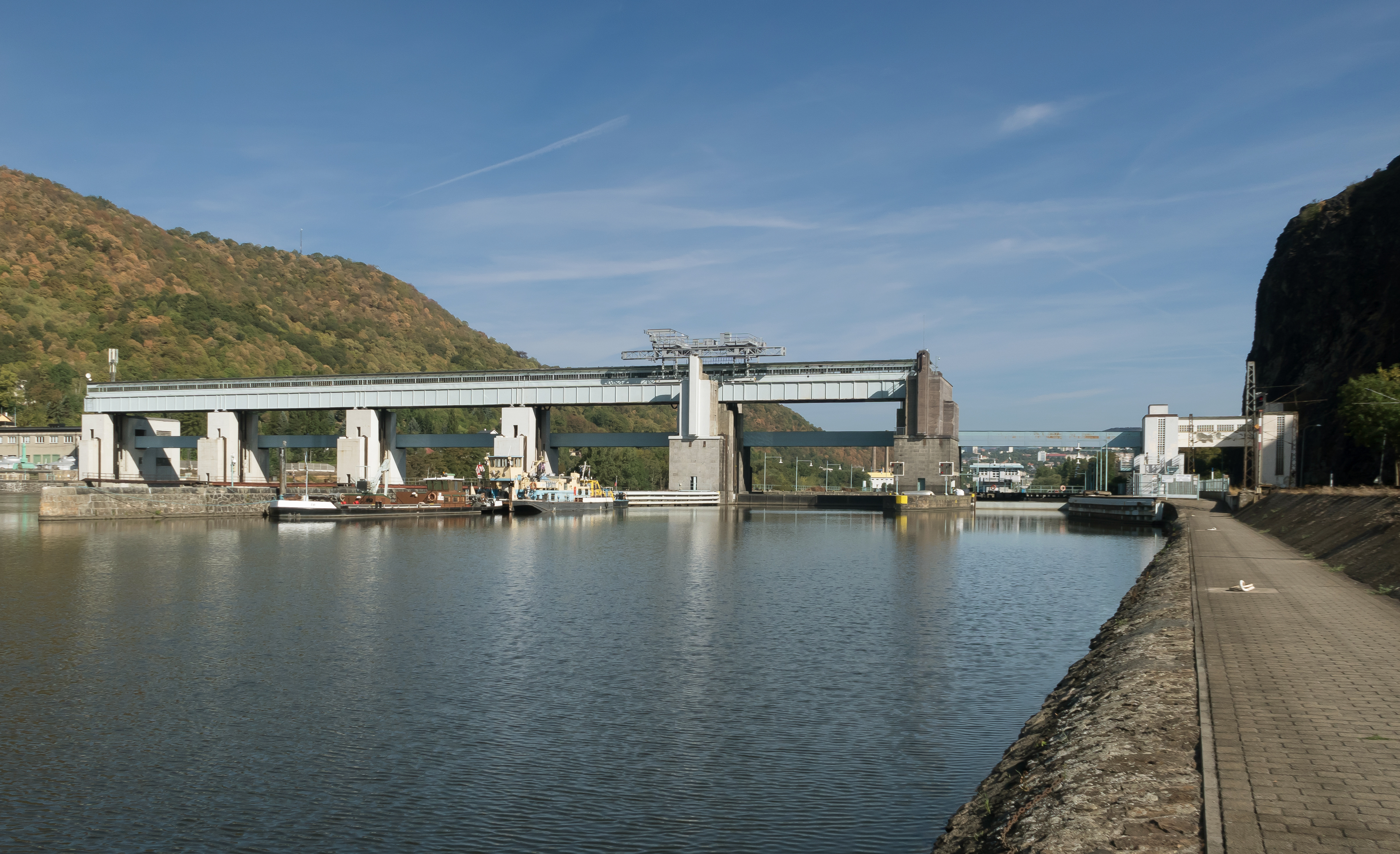
La cerradura cerca Střekov
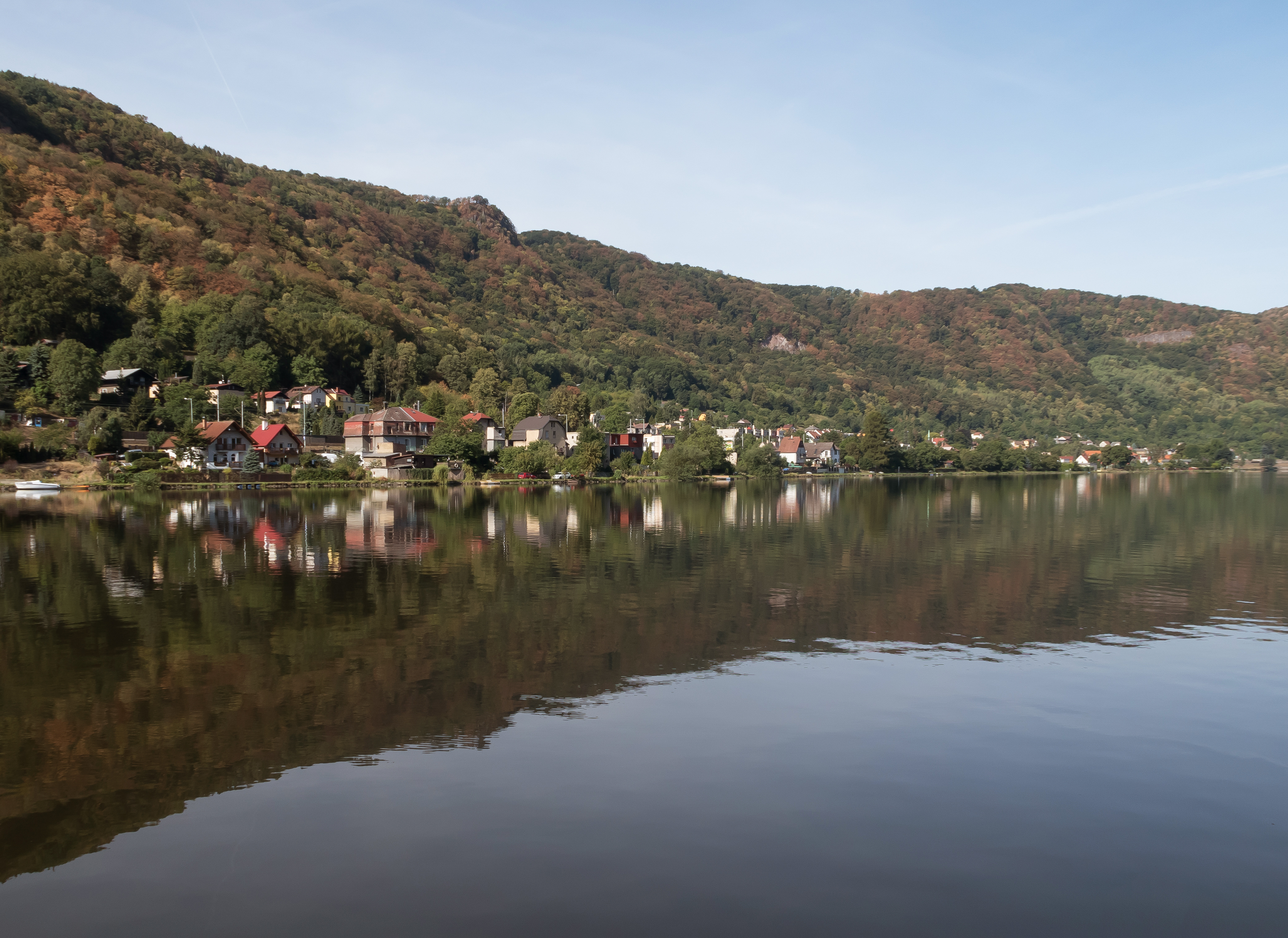
Vista del pueblo Vaňov
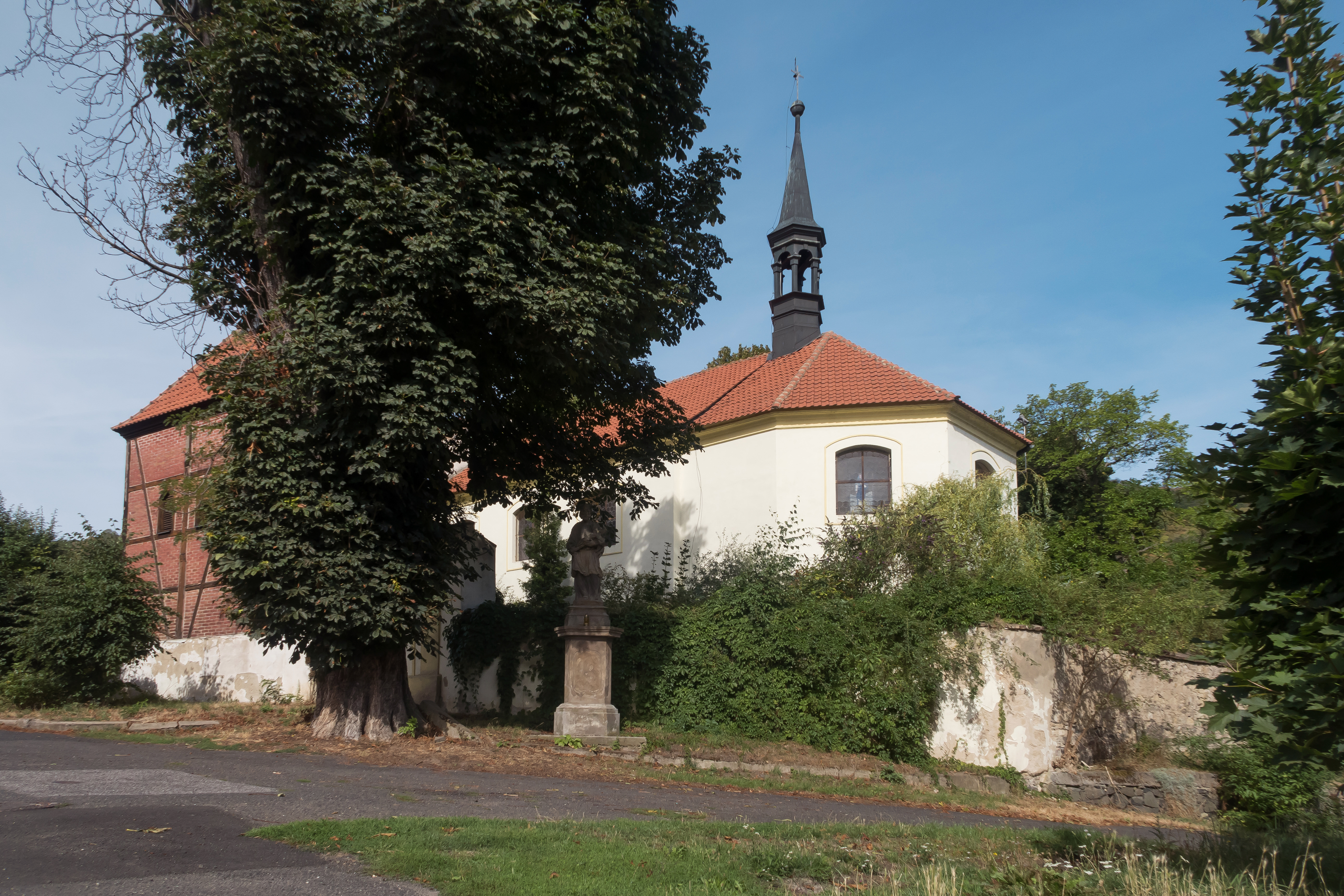
Iglesia en Církvice

## Etimología
La etimología de Ústí Nad Labem proviene del idioma checo antiguo, específicamente de las palabras ustie ("boca de río") y Labe (río Elba). Literalmente significa "Boca de río sobre el río Elba", en referencia a la unión del río Bílina con el río Elba; si bien traducido sería Boca de Río del Elba (Ustí del Elba). Los habitantes utilizan la forma corta Ústí para referirse a la ciudad.
El nombre checo fue latinizado como Usk Super Albium y posteriormente germanizado como Aussig o Außig. Luego de la independencia de Checoslovaquia, la ciudad era conocida en idioma inglés como Aussig aunque también era común el nombre Aussyenad y Oustí Nad Labem.